# Philibert Tembo Nlandu
Philibert Tembo Nlandu, C.I.C.M. (Nganda Kikamba, 3 november 1962) is een Congolees rooms-katholiek geestelijke en bisschop.
Hij trad in bij de Congregatie van het Onbevlekt Hart van Maria en werd op 25 augustus 1991 tot priester gewijd. In 2007 werd hij tot bisschop gewijd en hij werd hulpbisschop van Budjala. In 2009 volgde hij bisschop Joseph Bolangi Egwanga Ediba Tasame op als bisschop van Budjala.